# Sidibéla
Sidibéla est une commune rurale malienne, située dans le pays de la Niatiaga, chef-lieu l'arrondissement de Tigana dans le cercle de Oussoubidiagna, dans la région de Kayes, elle a pour chef-lieu la localité de Tigana.

## Géographie
|        | Tomora    |        |
| Ségala | Sidibéla  | Tomora |
|        | Bafoulabé |        |

## Villages
Elle compte sept villages, dont Tigana, tintokan et Saorane sont plus grands. Les quatre autres villages sont Makadougou,  Kabaya, Kania et Sangha et ses hameaux.
La commune s'étend sur 7 localités relevées lors du recensement général de 2009. 
Les villages les plus peuplés sont :
- Saorané (1 742 habitants)
- Tigana (1 350 habitants)
- Kabaya (1 160 habitants)

La loi 2023-007 attribue à la commune rurale 7 villages  :
- Tigana
- Makadougou
- Kabaya
- Saorané
- Kania
- Sanga
- Tintokan

## Lien
- Plan de sécurité alimentaire - Commune rurale de Sedibéla - 2007-2011, Reliefweb.